# Borys von Kartzow
Borys Nikołajewicz von Kartzow, ros. Борис Николаевич фон Карцов (ur. w 1897 r. we wsi Iwanowskoje w guberni jarosławskiej, zm. prawdopodobnie w lipcu 1949 r. w Smoleńsku) – rosyjski biały emigrant, tłumacz w tzw. rosyjskim oddziale niemieckiej 9 Armii, a następnie w jednym z kozackich oddziałów wojskowych podczas II wojny światowej

## Życiorys
Pochodził ze zruszczonego niemieckiego rodu. Ukończył korpus kadetów w Sankt Petersburgu. Po rewolucji październikowej jego rodzina wyemigrowała do Niemiec. Borys N. von Kartzow ukończył szkołę teatralną w Berlinie. Jednakże pracę podjął w firmie przemysłowej. W latach 20. zaangażował się w działalność organizacji "Возрождение" ("Aufbau") kierowanej przez Wasilija W. Biskupskiego. Po wybuchu II wojny światowej został zmobilizowany do Wehrmachtu. Otrzymał stopień Sonderführera-K. Służył jako tłumacz. Po ataku wojsk niemieckich na ZSRR 22 czerwca 1941 r., służył w tzw. rosyjskim oddziale 9 Armii. Był tłumaczem w oddziale 1-C (wywiadowczym) sztabu armii. Do jego zadań należało zbieranie informacji o stronie sowieckiej, uczestniczenie w przesłuchaniach jeńców wojennych z Armii Czerwonej. Ponadto pełnił funkcję osobistego tłumacza dowódcy armii gen. Adolfa Straußa. W późniejszym okresie został odkomenderowany do jednego z kozackich oddziałów wojskowych. Pod koniec wojny znalazł się w alianckiej niewoli. Latem 1948 r. został przekazany Sowietom. Przebywał w specjalnym obozie pod Smoleńskiem, gdzie ciężko zachorował. W rezultacie przeniesiono go do szpitala wojskowego w rejonie Rosławia. Po powrocie do zdrowia został uwięziony, a następnie był wożony po różnych miastach jako "zdrajca".